# Ministério do Emprego e da Segurança Social
O Ministério do Emprego e da Segurança Social foi a designação de um departamento dos XI e XII Governos Constitucionais de Portugal.

## Ministros
Os titulares do cargo de ministro do Emprego e da Segurança Social foram:
| Período     | Ministro             | Governo                    |
| ----------- | -------------------- | -------------------------- |
| 1987 – 1991 | José da Silva Peneda | XI Governo Constitucional  |
| 1991 – 1993 | José da Silva Peneda | XII Governo Constitucional |
| 1993 – 1995 | José Falcão e Cunha  | XII Governo Constitucional |